# 张德军
张德军（1971年7月—），江苏句容人，中华人民共和国政治人物。江苏省人民代表大会代表。

## 生平
1971年7月，张德军出生在江苏省镇江地区句容县（今句容市）。
1985年，张德军进入镇江师范学校普通教师专业学习，1988年毕业后分配至句容县陈武乡（今边城镇）人民政府成为一名文书、团委书记、秘书，期间于1991年5月加入中国共产党。1992年9月，张德军进入江苏省青年管理干部学院行政管理专业学习，1994年7月毕业后成为中共句容县委组织部干部科的一名干部。
1995年7月，张德军调任中共东昌镇（今边城镇）党委副书记兼镇长。2001年3月转任中共行香镇（今白兔镇）党委书记。2005年12月转任中共白兔镇党委书记。
2007年11月，张德军出任中共句容市委常委、茅山风景区管委会主任。
2011年5月，张德军出任中共京口区委常委兼副区长，次年1月出任区委副书记。
2012年9月，张德军调任镇江市园林管理局党委书记、市南山风景名胜区党工委书记兼市风景旅游发展有限责任公司董事长。2013年11月，张德军出任镇江市旅游局局长、党委书记。2014年5月，张德军转任镇江交通产业集团董事长、党委书记。
2016年6月，张德军调任扬中市人民政府代市长，次月兼任市委副书记，2017年1月正式出任市长，2020年10月升任市委书记，同年12月退任市长。

### 问责
2023年6月，江苏省通报第二轮中央生态环境保护督察移交问题追责问责情况：因镇江区域长江生态问题给予中共扬中市委书记张德军通报批评并责令作出书面检查。

### 落马
2024年6月8日，张德军涉嫌严重违纪违法接受江苏省纪委监委纪律审查和监察调查。